# Merlinia
Merlinia (лат.) — вымерший род из хорошо известного класса ископаемых морских членистоногих — трилобитов. Окаменелые находки, относящиеся к этому роду, датируются началом аренигского яруса ордовикского периода, примерно от 478 до 471 миллиона лет назад. Эти трилобиты были названы в честь персонажа валлийских легенд — волшебника Мерлина, поскольку окаменелые хвосты (пигидии) трилобитов часто принимали за окаменевших бабочек и ассоциировали с мифами, в которых участвовал Мерлин. Виды рода Merlinia играют важную роль в стратификации слоёв раннего ордовика.

## Ареал
Ископаемые, относящиеся к роду Merlinia, были найдены в прибрежных районах Аргентины  и Уэльса (Великобритания), а также в формации Arenarie di San Vito в Сардинии.

## Образ жизни
Эти трилобиты были быстро передвигающимися придонными детритофагами.